# Rebecca Bross
Rebecca Bross (ur. 11 lipca 1993 w Ann Arbor) – amerykańska gimnastyczka, sześciokrotna medalistka mistrzostw świata.
Największym sukcesem zawodniczki jest srebrny medal mistrzostw świata w Londynie w wieloboju indywidualnym. Trzykrotna medalistka Igrzysk Panamerykańskich 2007 w Rio de Janeiro (mistrzyni w ćwiczeniach wolnych i drużynowo).

## Sukcesy
| Rok  | Zawody             | Miasto    | Miejsce | Konkurencja             | Punktacja |
| ---- | ------------------ | --------- | ------- | ----------------------- | --------- |
| 2009 | Mistrzostwa świata | Londyn    | 2       | Wielobój indywidualnie  | 57,775    |
| 2009 | Mistrzostwa świata | Londyn    | 3       | Ćwiczenia na poręczach  | 14,675    |
| 2010 | Mistrzostwa świata | Rotterdam | 2       | Wielobój drużynowo      | 175,196   |
| 2010 | Mistrzostwa świata | Rotterdam | 3       | Wielobój indywidualnie  | 58,966    |
| 2010 | Mistrzostwa świata | Rotterdam | 3       | Ćwiczenia na poręczach  | 15,066    |
| 2010 | Mistrzostwa świata | Rotterdam | 2       | Ćwiczenia na równoważni | 15,233    |